# Megachile stellarum
Megachile stellarum är en biart som beskrevs av Cockerell 1920. Megachile stellarum ingår i släktet tapetserarbin, och familjen buksamlarbin. Inga underarter finns listade i Catalogue of Life.